# آني إيزابيلا هاملتون
آني إيزابيلا هاملتون (بالإنجليزية: Annie Isabella Hamilton)‏ طبيبة كندية (1866-1941) و أول امرأة حصلت على شهادة الطب في مقاطعة نوفا سكوتيا أو اسكتلندا الجديدة، حيث حصلت على شهادة في الطب (M.D.Ch.M.) من جامعة دالهاوسي عام 1894.

## طفولتها
وُلدت هاملتون عام 1866 في بروكفيلد،
نوفا سكوتيا وعندما كانت في الرابعة عشر من عمرها جمعت المال لجمعية تبشيرية محليّة في بروكفيلد.

## تعليمها
ارتادت هاملتون أكاديمية بيكتو والتي منحتها ميدالية ذهبية لتفوقها في الدراسة، كما حصلت على شهادة من مدرسة ترورو لتدريب المدرسين (عُرِفت لاحقاً باسم جامعة نوفا سكوشا للمدرسين)، وبعد وفاة والديها عام 1888 التحقت بكلية الطب في جامعة دالهاوسي، حيث سطع نجمها فيها لحصولها على درجات عالية في علم النبات وعلم الأنسجة.
درست هاملتون أيضاً اللغة الصينية، وسعت دون جدوى لمنع التدخين داخل حرم الجامعة، انتقد بعض زملائها في جامعة دالهاوسي مظهرها ولباسها إذ اعتبروهما غير أنثويين وطالبوا بإعطائها منفجة (لباس داخلي مبطن يستخدم لدعم الأقمشة في الجزء الخلفي من الفساتين النسائية من القرن التاسع عشر).  

## حياتها العملية
بعد التخرج أتمت هاملتون تدريبها العملي في مدينة هاليفاكس، وفي عام 1895، عملت مساعدة لدى ماريا لويزا أنجوين، أول امرأة سُمِح لها بممارسة مهنة الطب في نوفا سكوتيا في سلسلة محاضرات عن علم الصحة، انتقلت هاملتون إلى الصين عام 1903، حيث عملت مبشّرة طبية ومدرّسة، وأعدّت كتباً تعليمية لطلابها الجامعين. توفيت في شنغهاي عام 1941.